# Петрококіно Катерина Корнилівна
Катерина Корнилівна Петрококіно (уроджена Бодаревська; 1857, Одеса, Херсонська губернія, Російська імперія — 21 січня 1939, Медон, Франція) — художниця, колекціонер та громадський діяч. Сестра художника Миколи Бодаревського.

## Життєпис
Катерина Петрококіно народилась у 1857 році в Одесі, в родині титулярного радника Корнелія (Корнія) Івановича Бодаревського. Родина походила з румун і мала прізвище Чегодар-Бодарескул. Була однією з найдавніших родин Молдавії. Прізвище вже за Корнелія Івановича було полонізоване у Бодаревський.
У Корнелія Бодаревського було 12 дітей — донька від першого шлюбу й 11 від другого. Серед братів та сестер Катерини Корнилівни:
- Микола Бодаревський, художник,
- Олена Дерягіна, яка теж займалась малюванням та володіла бібліотекою в Москві, яка зараз одна з центральних бібліотек Москви,
- Парасковія Буковецька, мати художника Євгена Буковецького,
- Іван Бодаревский, герой оборони Одеси 1854 року[1].

## Живопис
У 1880-х — на початку 1890-х Катерина Корнилівна навчалась у Одеській малярській школі, де у 1889 році отримала малу срібну медаль за натюрморт. У подальшій творчості художниця спеціалізувалась на портреті, пейзажі та сентиментальній композиції.
З 1892 року експонує свої роботи на виставках передвижників, з 1894 — член Товариства південноросійських художників (ТПРХ). Картини Петрококіно експонувались також на благодійних виставках та художньо-промисловій виставці 1910 року в Одесі, Всеросійській виставці в Нижнім Новгороді 1896 року та Всесвітній виставці в Парижі у 1900 році.
Катерина Петрококіно жертвувала свої роботи до Товариства красних мистецтв. До відкриття Художнього музею в Одесі до колекції надійшла ії картина «Вдова». Наразі в Одеському художньому музеї знаходяться портрет Є. М. Петрококіно й Скрипаль пензля К. К. Петрококіно. Ще один портрет її чоловіка, створений на дачі на 16 ст. Фонтана в Одесі, сьогодні в колекції Миколаївського художнього музею.

## Катерина та Євстратій Петрококіно
Чоловіком Катерини Корнилівни був заможний одеський меценат та громадянський діяч у сфері мистецтва та освіти, голова торгового дому та універсаму у центрі Одеси Євстратій Михайлович Петрококіно.
З 1875 року подружжя Петрококіних були членами Товариства красних мистецтв. Приймали активну участь у Літературно-артистичному товаристві. У 1899 році до століття з дня народження О. С. Пушкіна товариство створює «пушкінську кімнату», вітрини для неї забезпечують Петрококіни.
В будинку родини Петрококіних  на Троїцькій вулиці № 20 в Одесі проходили «четверги» ТПРХ — творчі вечори, де музицирували, співали, малювали та проходили веселі розіграші.

## Колекція
Після смерті Є. М. Петрококіно у 1904 році до Катерини Петрококіно переходить художня колекція. Відомо про 47 робіт таких митців як К. Костанді, П. Нілус, Н. Бодаревський, Г. Головков, Т. Дворников, Г. Ладиженський, М. Кузнецов, Ф. Рубо та ін. Катерина Корнилівна змістовно доповнила колекцію роботами столичних художників з об'єднання «Світ мистецтва», «Союз російських художників»: З. Серебрякової, В. Бялиніцького-Бірулі, С. Жуковського.
Петрококіно мали не тільки роботи вітчизняних майстрів. На виставці 1904 року з їх колекції були експоновані роботи багатьох європейськіх художників.
Після революції 1917 року та громадянської війни Катерина Петрококіно намагалась вивезти колекцію при еміграції. Частина зібрання та речі з будинку на Троїцькій були конфісковані й залишились в Одесі. У Одеській науковій бібліотеці зберіглись 15 графічних малюнків Ф. Гросса з цієї колекції. Також роботи знаходяться у Одеському художньому музеї та Одеському музеї західного і східного мистецтва.